# Nephthea berdfordi
Nephthea berdfordi is een zachte koraalsoort uit de familie Nephtheidae. De koraalsoort komt uit het geslacht Nephthea. Nephthea berdfordi werd in 1912 voor het eerst wetenschappelijk beschreven door Shann. 